# Phlorétine
La phlorétine est une dihydrochalcone, notamment présente dans les feuilles de pommier. 

## Biosynthèse
La phlorétine est produite de la même façon que la chalcone : une molécule de 4-coumaroyl-CoA  réagit avec 3 molécules de malonyl-CoA, réaction catalysée par une enzyme spécifique, la naringinine-chalcone synthase.

## Utilisation
La phlorétine a obtenu le statut Fema GRAS (numéro 4390) publié dans l'édition 23 en 2007 et est utilisée dans les aliments en tant qu'exhausteur de goût sucré. En effet, la société Symrise dans un brevet démontre que l'impression de sucré d'une solution contenant 5 % de sucre a augmenté de 31 % en présence de 30 ppm de phlorétine.

## Métabolisme
La phlorétine est hydrolysée en phlorétate et phloroglucinol, réaction catalysée par l'enzyme phlorétine hydrolase.

## Hétéroside
La phlorétine existe aussi naturellement sous la forme d'hétérosides, on peut notamment citer la phloridzine, ou bien créé artificiellement comme la naringine dihydrochalcone un composé édulcorant.